# Genesis 2005
Genesis 2005 è stata la prima edizione del pay-per-view prodotto dalla Total Nonstop Action Wrestling (TNA). L'evento si è svolto il 13 novembre 2005 presso l'Impact Zone di Orlando in Florida.
Questa edizione vide il debutto di Christian Cage in TNA.

## Risultati
| # | Match | Stipulazioni                                                                              | Durata         |
| - | --- | ----------------------------------------------------------------------------------------- | -------------- |
| 1 | Shark Boy ha sconfitto Nigel McGuinness | Single match                                                                              | 05:30 Pre-show |
| 2 | The Diamonds in the Rough (David Young, Elix Skipper e Simon Diamond) hanno sconfitto Lance Hoyt e The Naturals (Andy Douglas e Chase Stevens)                 | Six-man tag team match                                                                    | 05:48 Pre-show |
| 3 | Raven ha sconfitto P.J. Polaco | Single match                                                                              | 05:45          |
| 4 | 3Live Kru (B.G. James, Konnan e Ron Killings) hanno sconfitto Team Canada (A-1, Bobby Roode e Eric Young)                                                      | Six-man tag team match con Kip James come arbitro speciale                                | 10:23          |
| 5 | Monty Brown ha sconfitto Jeff Hardy | Single match per determinare il #1 contender al titolo NWA World Heavyweight Championship | 08:43          |
| 6 | Team Ministry (Alex Shelley, Christopher Daniels, Roderick Strong e Samoa Joe) ha sconfitto Austin Aries, Chris Sabin, Matt Bentley (con Traci) e Sonjay Dutt) | Eight-man tag team elimination x match                                                    | 23:15          |
| 7 | Abyss (con James Mitchell) ha sconfitto Sabu | No Disqualification match                                                                 | 10:48          |
| 8 | AJ Styles (c) ha sconfitto Petey Williams (con A-1) | Single match per il titolo TNA X Division Championship                                    | 18:20          |
| 9 | Team 3D (Brother Devon e Brother Ray) e Rhino hanno sconfitto America's Most Wanted (Chris Harris e James Storm) e Jeff Jarrett (con Gail Kim)                 | Six-man tag team match                                                                    | 15:48          |
|   | (c) = campione in carica al momento dell'inizio del match |                                                                                           |                |